# Социогенетизм или биогенетизм
Социогенетизм или биогенетизм — дискуссия о роли воспитания и природных факторов в формировании характера и способностей человека. Дискуссии между сторонниками двух противоположных подходов были особенно острыми в XX в. до конца 1970-х гг., после чего они постепенно идут на спад в связи с серьёзным прогрессом психогенетики и отпадением в связи с этим многих из дискуссионных предположений.
Сторонники социогенетизма были убеждены в том, что большинство способностей и личностных характеристик человека не являются врождёнными, а формируются под воздействием окружения. В противоположность социогенетизму, сторонники «биогенетизма» были уверены во врождённом характере большинства способностей и черт характера.
Также в психологии, прежде всего в США, вместо данных терминов используются другие: «эмпиризм» или «нурчуризм» (как синонимы социогенетизма) и «нативизм» (как синоним биогенетизма).
Спектр мнений о влиянии наследственных и средовых факторов на поведение человека простирается от теории tabula rasa («чистой доски»), до представлений о том, что поведение человека полностью определяется его генотипом (биологический детерминизм). Но жизнь каждого человека предлагает множество вариантов, из которых лишь часть реализуется фактически. Например, монозиготные близнецы генетически идентичны или почти идентичны, однако их жизни могут значительно различаться. Изучение близнецов позволяет определить степень влияния наследственных факторов и среды на формирование качеств человека.